# Базіліонай
Базіліонай (лит. Bazilionai, пол. Bazyliany; з литовської — Василіяни) — невелике містечко в повіті Шяуляй на півночі центральної Литви. Розташоване на березі річки Дубіса приблизно за 2 кілометри від дороги, що з'єднує Шяуляй із Советськом (колишній торговий шлях до Тільзита). Станом на 2011 рік кількість населення становила 390 осіб.
У містечку є церква святого Василія Великого, середня школа-дитячий садок, бібліотека, поштове відділення (LT-80010), громадський центр, збереглися давні двори.

## Історія
У 1744 році король Август III надав привілей організовувати регулярні ярмарки в місті. До того, як ченці Чину святого Василія Великого прибули до міста в 1749 році, воно було відоме як Падубісис (буквально: біля Дубіси). У 1773 році отці василіяни заснували парафіяльну школу. Через 20 років школа налічувала 192 учнів і була реорганізована в шестирічну школу. Монастир і школа були закриті царською владою після невдалого повстання 1830 року. Міська церква була перетворена на православну. Після того, як Литва відновила незалежність у 1919 році, церкву було перебудовано назад у католицьку.

## Галерея

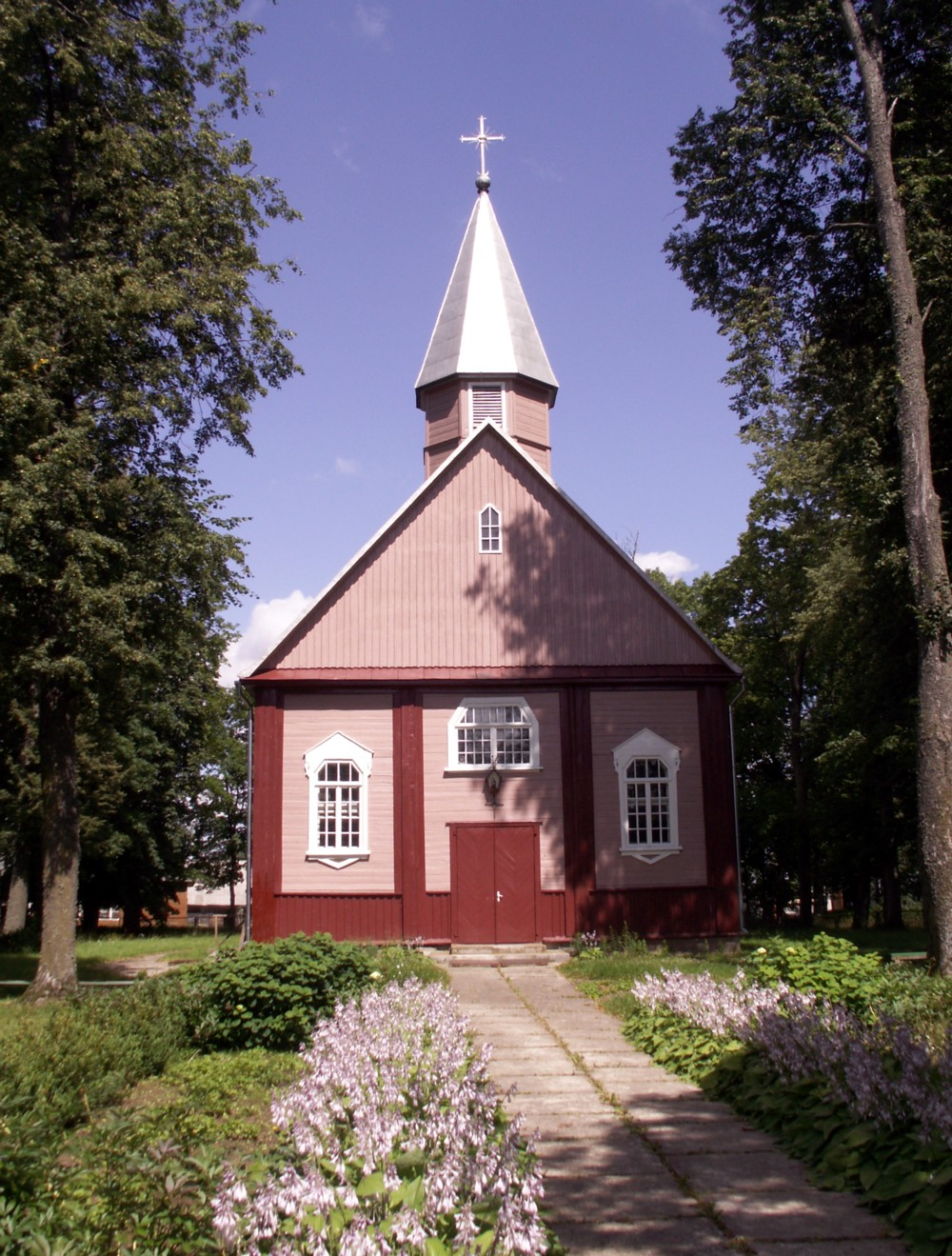
Церква св. Василія Великого в Базіліонаї
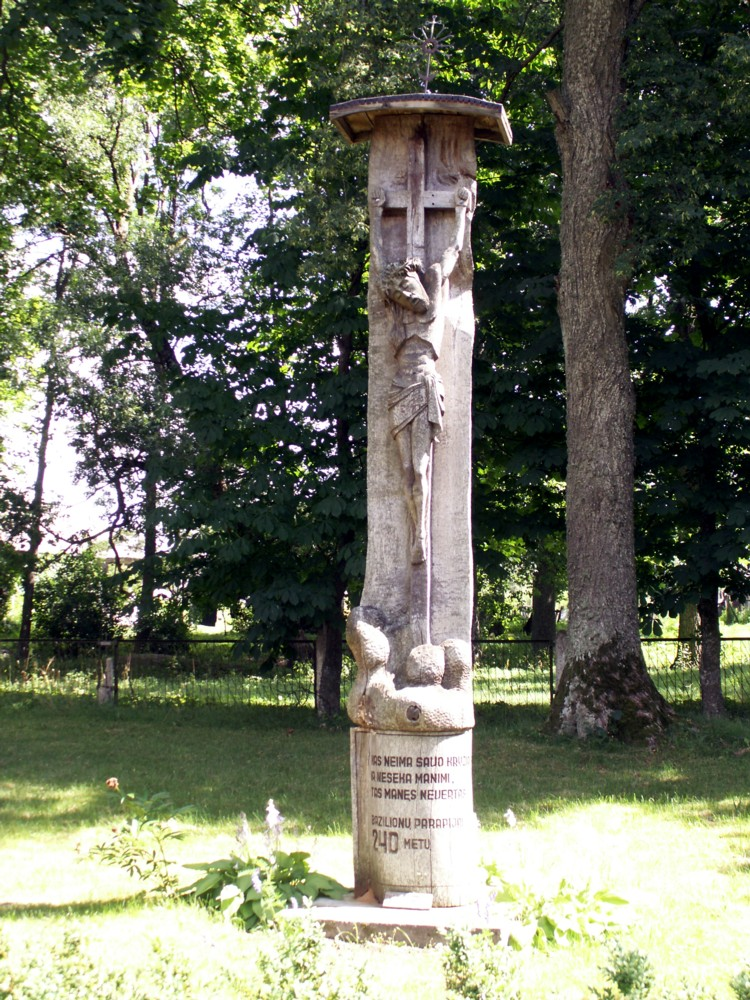
Пам'ятний хрест до 250-ліття парафії св. Василія Великого
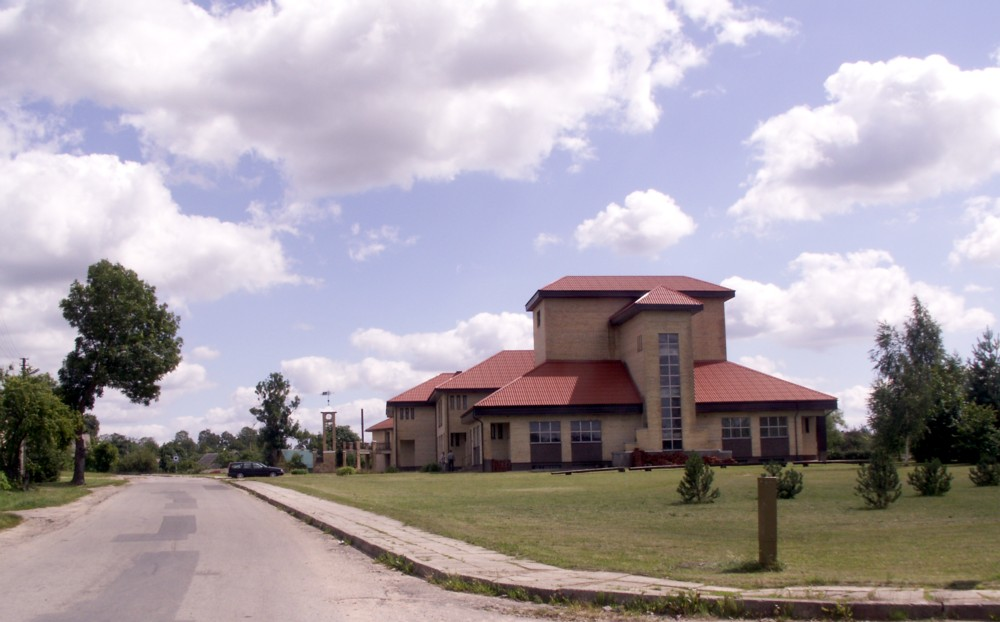
Громадський центр м. Базіліонай
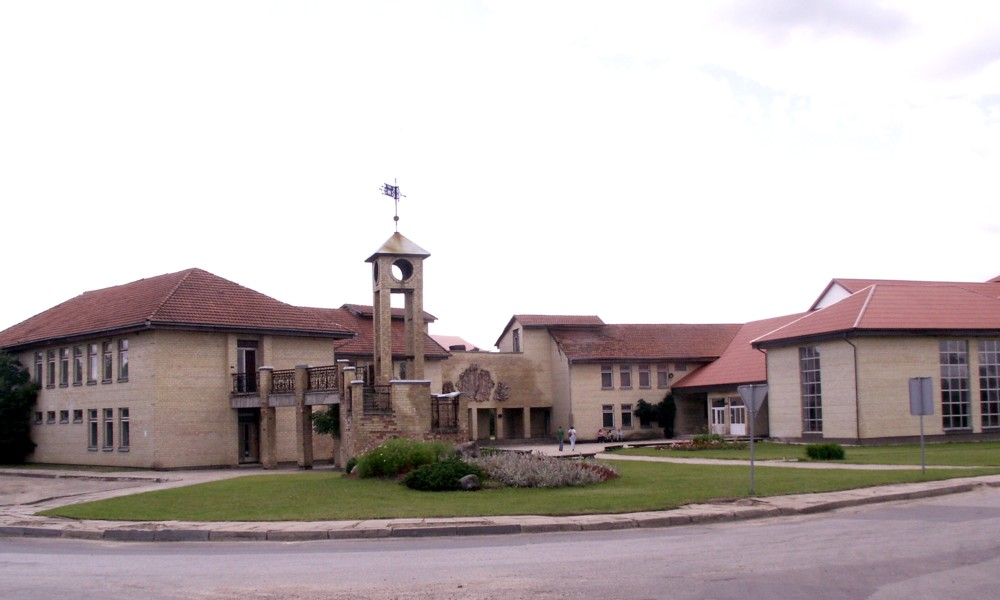
Громадський центр м. Базіліонай
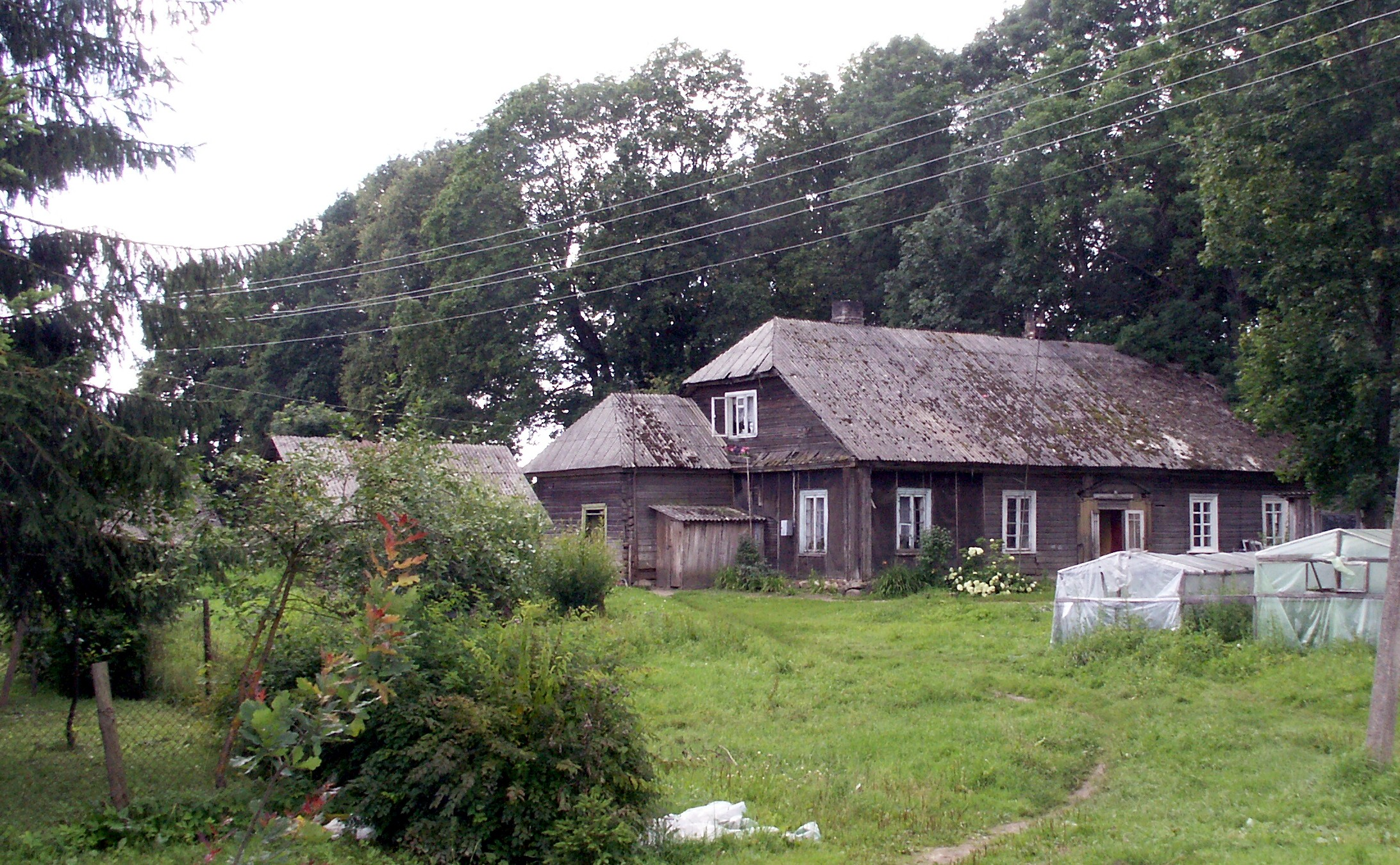
Двір у м. Базіліонай
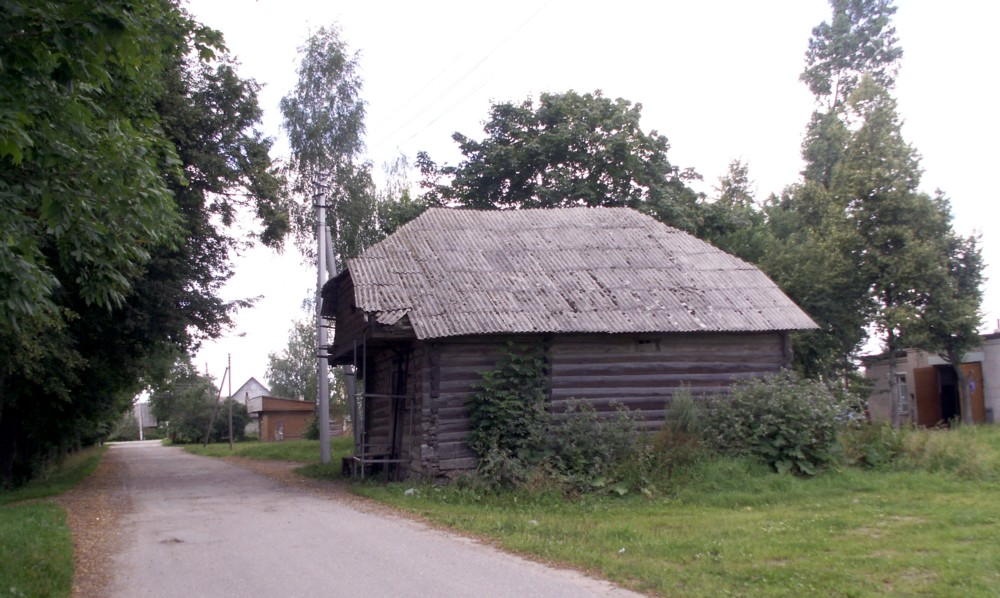
Господарські приміщення в м. Базіліонай
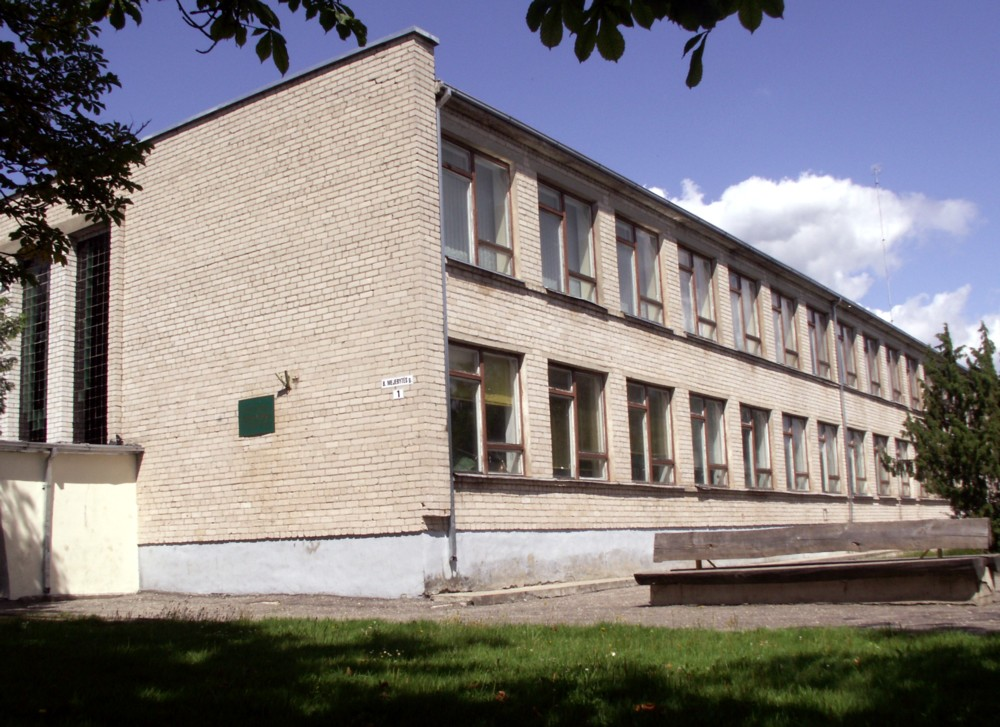
Середня школа в м. Базіліонай
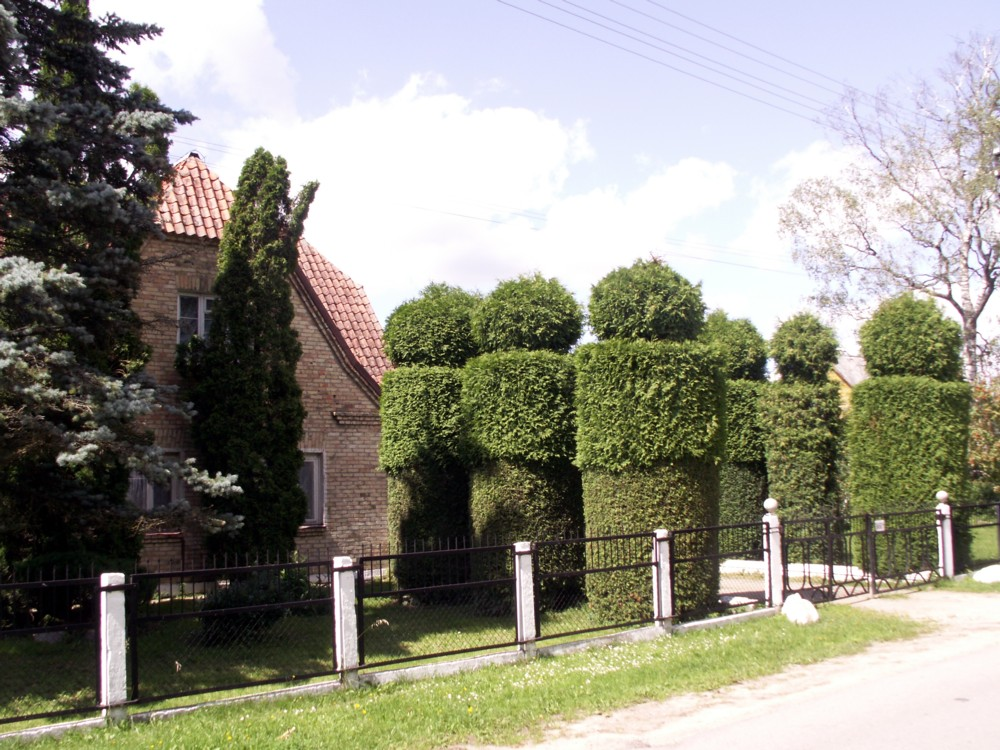
Садиба в м. Базіліонай